# كارل بانكس
كارل بانكس (بالإنجليزية: Carl Banks)‏ هو لاعب كرة قدم أمريكية أمريكي، ولد في 29 أغسطس 1962 في فلينت في الولايات المتحدة.

## وصلات خارجية
- كارل بانكس على موقع مرجع كرة القدم المحترفة.كوم (الإنجليزية)